# Strahote zabluda (Pavelić)
Strahote zabluda. Komunizam i boljševizam u Rusiji i u svietu, druga je knjiga ustaškog poglavnika Ante Pavelića. Po prvi puta izašla je 1938. godine, na talijanskom jeziku kao Errori e orrori. Communismo e bolscevismo in Russia e nel mondo. Objavljena je pod pseudonimom A.S. (Ante Serdar) Mrzlodolski u gradu Sieni gdje je Pavelić boravio za vrijeme zatočenja nakon talijansko-jugoslavenskog sporazuma, 1937. godine (tzv. "Sporazum 25. Marta"). Talijanska vlast je knjigu odmah zaplijenila. Drugo talijansko izdanje tiskano je 1941. godine u Milanu, u nakladi "Instituta za Međunarodnu politiku".
Nakon uspostave Nezavisne Države Hrvatske, 1941. godine, izišla je i na hrvatskom jeziku, u nakladi "Knjižara Stjepan Kugli". Drugo izdanje na hrvatskome jeziku izašlo je u Buenos Airesu 1948. godine. U tome izdanju izostavljeno je poglavlje "Fašizam i boljševizam", a dodano je novo poglavlje "Deset godina kasnije:
Boljševička stvarnost u Europi". 1955. godine izlazi španjolsko izdanje u Buenos Airesu. Tiskana je još nekoliko puta, a posljednji put 2008. godine u povodu 119. obljetnice Pavelićeva rođenja.

## Poglavlja
Knjiga ima 21 poglavlje + kazalo i "Uvodnu rieč".
Poglavlja su:
Uvodna rieč
1. Komunizam
2. Boljševizam
3. Diktatura proletariata
4. Doktrina i praksa (Nauka i djelo)
5. Boljševizam i rad
6. Boljševizam i industrijalizacija
7. Boljševizam i zemlja
8. Boljševizam i savjest
9. Boljševizam i obitelj
10. Boljševizam i duševni život
11. G.P.U. (Gosudarstvenoje političeskoje upravljenije što je ruski za državna politička uprava)
12. Od Lenjina do Staljina
13. Svjetski prevrat
14. Komintern
15. Rad Kominterna Za Sovjetsku Rusiju
16. Boljševizam prema Iztoku i Zapadu
17. Komunizam u pojedinim narodima
18. Boljševizam u Madžarskoj
19. Austromarksizam
20. Zapadne "demokracije" i boljševizam
21. Fašizam i boljševizam